# Josef Bureš
Josef Bureš (15. července 1926 – ?) byl český a československý politik a poúnorový bezpartijní poslanec Národního shromáždění ČSSR a Sněmovny lidu Federálního shromáždění.

## Biografie
Ve volbách roku 1964 byl zvolen do Národního shromáždění ČSSR za Severočeský kraj jako bezpartijní kandidát. V Národním shromáždění zasedal až do konce volebního období parlamentu v roce 1968.
K roku 1968 se profesně uvádí jako zootechnik JZD z obvodu Žatec.
Po federalizaci Československa usedl roku 1969 do Sněmovny lidu Federálního shromáždění (volební obvod Žatec), kde setrval do konce volebního období, tedy do voleb v roce 1971.